# التدين والذكاء

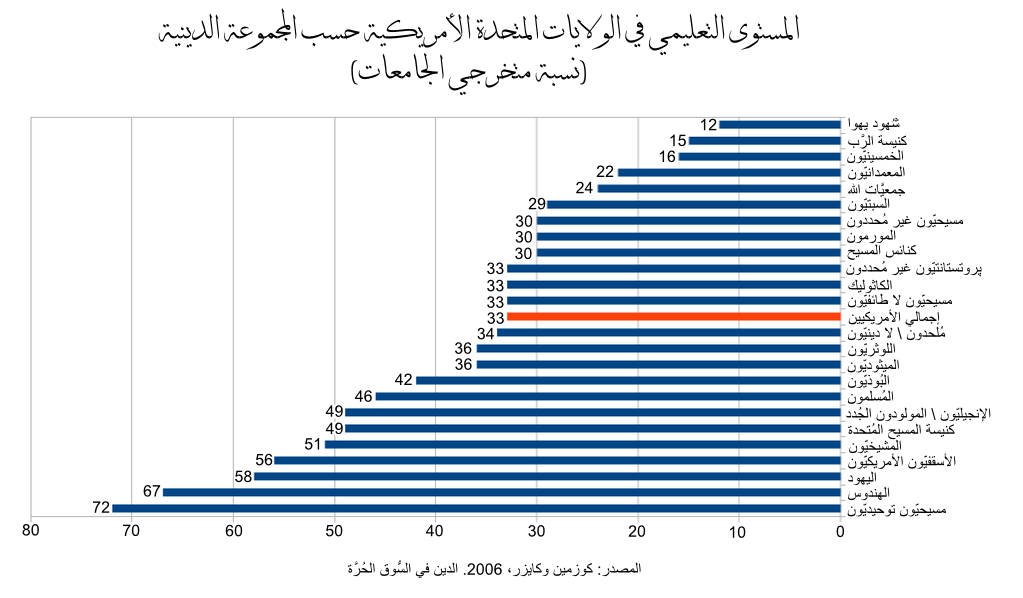
رسمٌ بيانيٌّ يُظهرُ الاختلاف في المُستوى التعليمي عند المجموعات الدينيَّة المُختلفة بالولايات المُتحدة الأمريكيَّة، استنادًا إلى بيانات ARIS من سنة 2001.

موضوع التدّين والذكاء هو موضوع يبحث العلاقة الإحصائية بين الذكاء والتدين. وقد حاولت دراسات مخلتفة إستكشاف العلاقة بين التدين والمستوى التعليمي في البلدان المختلفة وكذلك على المستوى الفردي.
وقد وجدت معظم الدراسات العلمية الحديثة وجود علاقة سلبيّة بين معدل الذكاء والتدين.
على المستوى الفردي، يرتبط مستوى التعليم بإيجابية مع الاعتقاد في الله في البلدان الأفريقية، ويرتبط سلبًا في البلدان الغربيّة. ومع ذلك يرتبط ارتباطَا إيجابيًا في البلدان الناطقة باللغة الإنجليزية والدول البروتستانتية في أوروبا حيث أن المترردين والمداومين على حضور الطقوس الدينية في الكنيسة لديهم مستوى تعليم عالي.
وتشير الدراسات المختلفة إلى أن زيادة الاعتماد على الحدس يميل إلى زيادة المعتقدات الدينية، في حين يقلل التفكير التحليلي، الاستنتاجي، والعقلاني. على الرغم من أن الدراسات الإحصائية تشير إلى أن البلدان الأكثر فقرًا تميل إلى أن تكون أكثر تدينًا، ويقترح الخبراء أن السبب قد يكون أن الأديان تلعب دورًا فاعلا في الحياة الاجتماعية والأخلاقية والثقافية وهي أكثر نشاطًا في تلك البلدان. بينما التدين في البلدان الغنية يكون له دور أخلاقي وروحي في إطار أكثر تحديدًا.
ووفقًا لدراسة نشرتها وال ستريت جورنال وجدت أن ستة طوائف بروتستانتية تتصدر قائمة أولى عشرة طوائف دينية حصلّت على أفضل أداء في اختبار سات SAT على مستوى الولايات المتحدة. وبحسب عدد من الدراسات منها دراسة في كتاب الدين والذكاء لآرثر رايسترك، أظهرت الدراسات علاقة إيجابية بين الكويكرز المسيحيين واليهود الأشكناز وارتفاع معدل الذكاء.
ولقد وجدت دراسة حول المُستوى التعليمي (نسبة الحاصلين على شهادة جامعية) عند المجموعات الدينيَّة المُختلفة في الولايات المُتحدة الأمريكيَّة، أنّ الطوائف الأعلى تحصلًا علميًا كانت نسبة المسيحيون التوحيديون (72%)، والهندوس (67%)، واليهود (58%)، والبروتستانت الأسقفيون (56%)، والبروتستانت المشيخيون (51%) في حين أن نسبة الملحدين واللادينيين (33%).